# Wilhelmstadt Schulen
Die Wilhelmstadt Schulen sind ein privates Schulzentrum im Berliner Ortsteil Wilhelmstadt, Bezirk Spandau.
Das Schulzentrum besteht derzeit (Stand: Juli 2018) aus drei Schulen und einer Kindertagesstätte:
- Wilhelmstadt Gymnasium
- Wilhelmstadt Oberschule, eine integrierte Sekundarschule mit gymnasialer Oberstufe
- Wilhelmstadt Grundschule
- Kindertagesstätte Kinderparadies

An den Schulen werden im Schuljahr 2015/2016 insgesamt 373 Schülerinnen und Schüler unterrichtet, davon rund 82 Prozent mit nichtdeutscher Herkunftssprache.
Das Schulzentrum befindet sich in Gebäuden der kaiserzeitlichen Trainkaserne bzw. der nachfolgenden britischen Smuts Barracks auf dem Gelände Wilhelmstraße 28–30.

## Geschichte
Ursprung des Schulzentrums ist das TÜDESB Bildungsinstitut Berlin-Brandenburg e. V, ein Verein, der 1994 als Nachhilfeeinrichtung in Berlin-Kreuzberg gegründet wurde und sich in der Folgezeit zu einem umfassenden Bildungs-Anbieter entwickelte.
Auf dem Gelände an der Wilhelmstraße wurde zum Schuljahr 2004/2005 zuerst das Wilhelmstadt-Gymnasium gegründet. Zum Schuljahr 2006/2007 kam eine Realschule hinzu, die spätere Integrierte Sekundarschule. 2009 wurde die Kindertagesstätte Kinderparadies eröffnet. Im Jahr 2012 erwarb der Trägerverein das gesamte Gelände. Zum Schuljahr 2013/2014 kam die Fachoberschule hinzu und zum Schuljahr 2014/2015 schließlich die Wilhelmstadt-Grundschule.
Mit der zunehmenden Größe der Einrichtung ging die Trägerschaft auf die IBEB Initiative für Bildung und Erziehung Berlin gGmbH über.
Im Bewusstsein um die Geschichte der von den Wilhelmstadt Schulen genutzten Liegenschaft, pflegt deren Leitung seit 2010 auch einen engen Kontakt zur Kameradschaft 248 GSU, die sich als ein in Berlin eingetragener Verein aus früheren Angehörigen der 248 German Security Unit der britischen Militärpolizei RMP rekrutiert. Die Einheit war zwischen 1950 und 1994 in der vormaligen Kaserne stationiert.
Durch gemeinsame Projekte werden historische und geschichtliche Aspekte in Unterrichtsstoffe mit eingebunden. So referierte der letzte britische Stadtkommandant in Berlin, Robert Corbett, im Mai 2012 vor mehreren Schulklassen über die Ereignisse während der deutschen Wiedervereinigung. In einem anderen Projekt führte der Verein im Februar 2015 eine mehrwöchige Ausstellung über die Liegenschaft des heutigen Schulgeländes durch, in das Schülerinnen und Schüler anschaulich mit eingebunden wurden.
Die Projekte werden regelmäßig durch das Bezirksamt Spandau von Berlin und der Bezirksverordnetenversammlung fraktionsübergreifend unterstützt und gefördert.

## Auszeichnungen
Schüler des Wilhelmstadt Gymnasiums wurden am 1. Dezember 2015 von Bundespräsident Joachim Gauck in das Schloss Bellevue eingeladen, um die Organisation eines Schülerkongresses zur Aufarbeitung der DDR-Geschichte durch die Schule zu würdigen. 2014 und 2015 wurde das Gymnasium außerdem im Wettbewerb „Berliner Klima Schulen“ der Berliner Informationsstelle Klimaschutz ausgezeichnet. Anfang 2020 wurde das Wilhelmstadt Gymnasium zur „Jugend forscht Schule 2020“ aufgezeichnet.

## Kritik
Die Schulen werden aufgrund ihrer Nähe zur islamischen Gülen-Bewegung kritisiert. TÜDESB sei der größte Schulträger der Gülen-Bewegung in Deutschland. Die Schulen verhalten sich demnach intransparent. Ziel der Bildungsinitiativen der Bewegung sei es, eine muslimische Bildungselite zu schaffen und einen konservativen Islam in der westlichen Gesellschaft zu verankern. Zwar werde nach außen Dialogbereitschaft gezeigt, im inneren Kreis werde jedoch ein erzieherischer Islamismus gepflegt, der selbst hochpolitisch sei. Auf dem Gelände der Wilhelmstadt Schulen könnte ein quasi geschlossenes Bildungssystem im Sinne Fethullah Gülens aufgebaut werden.
Der Vorsitzende des TÜDESB hat sich ausdrücklich von Vorwürfen distanziert, die Bildungsarbeit werde als Köder für Missionierung betrachtet. Auch die ehemalige Schulleiterin des Gymnasiums Sabrina Leberecht weist darauf hin, dass es sich nicht um eine Bekenntnisschule handelt und auch kein Religionsunterricht stattfindet.